# Salvatore Bonanno
Salvatore Vincent "Bill" Bonanno (5 de noviembre de 1932 – 1 de enero de 2008) fue un mafioso estadounidense que ejerció como consigliere de la familia criminal Bonanno. Fue hijo del jefe criminal Joseph Bonanno. Más tarde, se convirtió en escritor y produjo películas para televisión sobre su familia.

## Primeros años
Bonanno fue el primer hijo de Joseph y Fay Bonanno (de soltera Labruzzo), nacido el 5 de noviembre de 1932, en el barrio de Brooklyn de la ciudad de Nueva York. Su padre había llegado de Castellammare del Golfo, Sicilia, Italia, junto con su madre Catherine y su padre Salvatore. Su padre se convirtió en jefe de la familia criminal Bonanno un año antes de que él naciera. En 1938, después de que su padre comprara una propiedad en Hempstead, Long Island, asistió a la escuela allí tras el traslado de la familia. A los 10 años, Bonanno desarrolló una grave infección en la mastoides. Con el fin de ayudar en el tratamiento de esta dolencia, sus padres lo inscribieron en un internado católico en el clima seco de Tucson, Arizona. Bonanno asistió al Tucson High. Entre 1950 y 1952, Bonanno asistió a la Universidad de Arizona, pero nunca se graduó.
El 18 de agosto de 1956, Bonanno se casó con Rosalie Marie Profaci, hija de Salvatore Lawrence Profaci Sr., hermano del jefe de la familia criminal Profaci, Joseph Profaci. Diseñada para cimentar una alianza entre las dos familias del crimen, la suntuosa boda contó con 3.000 invitados. El jefe de la familia criminal DeCavalcante Sam DeCavalcante comentó más tarde el mal trato que Bonanno dispensaba a Rosalie: "Es una vergüenza; la chica quería suicidarse por la forma en que la trataba". Bonanno y Rosalie tuvieron cuatro hijos: Charles, Joseph, Salvatore y Felippa ("Rebecca"); Charles fue adoptado por Bonanno y su esposa en 1958.

## Comienza su relación con el crimen organizado
Poco después de abandonar la universidad, Bonanno fue admitido como "hombre hecho" en la familia Bonanno, y finalmente fue nombrado consigliere por su padre. Sin embargo, muchos miembros de la familia consideraban que Bonanno carecía de experiencia y era demasiado intelectual para dirigir con eficacia. Estas tensiones empeoraron cuando Bonanno aconsejó a su padre que no involucrara a la familia en el tráfico ilegal de narcóticos
En 1963, su padre conspiró con el jefe de la familia Profaci Joseph Magliocco para asesinar a sus tres acérrimos rivales en la Comisión de la Mafia: Carlo Gambino, Gaetano Lucchese, y al jefe de la familia criminal de Búfalo y su primo Stefano Magaddino. Sin embargo, el capo de Profaci Joseph Colombo traicionó a Joseph ante la Comisión, que citó a Joseph para que diera explicaciones. En octubre de 1964, Joseph fue secuestrado en las calles de Nueva York.

## Guerra de las Bananas
Durante los dos años de ausencia de su padre, el mafioso Gaspar DiGregorio aprovechó el descontento familiar por el papel de Bonanno para reclamar el liderazgo de la familia. La Comisión de la Mafia nombró a DiGregorio como jefe de la familia Bonanno. La revuelta de DiGregorio provocó cuatro años de luchas en la familia Bonanno, etiquetadas por los medios de comunicación como la "Guerra de las Bananas". Esto provocó una división en la familia entre los leales a Bonanno y los leales a DiGregorio.
A principios de 1966, DiGregorio supuestamente se puso en contacto con Bonanno para celebrar una reunión de paz. Bonanno accedió y sugirió la casa de su tío abuelo en Troutman Street en Brooklyn como lugar de reunión. El 28 de enero de 1966, cuando Bonanno y sus leales se acercaban a la casa, fueron recibidos a tiros; nadie resultó herido durante este enfrentamiento.
En 1968, DiGregorio fue herido por disparos de ametralladora y más tarde sufrió un ataque al corazón. La Comisión acabó descontenta con los esfuerzos de DiGregorio por sofocar la rebelión familiar, y finalmente lo abandonó y pasó a apoyar a Paul Sciacca. En 1968, tras un ataque al corazón, su padre Joseph puso fin a la guerra familiar al aceptar retirarse como jefe y trasladarse a Arizona. Como parte de este acuerdo de paz, Bonanno también dimitió como consigliere y se mudó de Nueva York con su padre. En años posteriores, Bonanno hizo la siguiente observación sobre este periodo:

Siempre digo que sólo tenía un objetivo en los años 60; en realidad, dos. Cuando me levantaba por la mañana, mi objetivo era vivir hasta la puesta de sol. Y cuando llegaba el atardecer, mi segundo objetivo era vivir hasta el amanecer.

## Carrera posterior en California y Arizona
El 9 de marzo de 1970, Bonanno fue declarado culpable de 52 cargos de fraude postal, y condenado a cuatro años de prisión. El 18 de diciembre de 1971, Bonanno y su hermano Joe Jr. fueron condenados por extorsión y conspiración. A finales de la década de 1970, Bonanno y su hermano, Joe Jr, generaron tensión en el norte de California tras involucrarse con Lou Peters, un concesionario de Cadillac-Oldsmobile, en las zonas de San José, Lodi y Stockton. Los Bonannos querían comprarle el negocio por 2 millones de dólares. Peters, sin embargo, se convirtió en agente encubierto del FBI.
El 23 de enero de 1981, Bonanno fue acusado en Oakland, California de 21 cargos de hurto agravado por estafar a ancianos en California por mejoras en su casa que nunca se completaron. Después de que el juicio se aplazara nueve veces desde 1981, Bonanno fue condenado en noviembre de 1985, por conspiración y hurto, y sentenciado a cuatro años de prisión el 27 de marzo de 1986.

## Autor y productor
Bonanno trabajó ocasionalmente como productor de televisión (principalmente en miniseries y películas relacionadas con el pasado criminal de su familia), y colaboró con el autor Gay Talese en el libro de 1971 Honor Thy Father, una historia de la familia criminal Bonanno. También coescribió la novela "The Good Guys" (2005) con el exagente encubierto del FBI Joseph Pistone y el guionista David Fisher. Más tarde coescribió su último libro El último testamento de Bill Bonanno: los últimos secretos de una vida en la mafia (2011) con Gary B. Abromovitz.

### Bound by Honor: La historia de un mafioso
La autobiografía de Bonanno, Bound by Honor: La historia de un mafioso, fue publicada por St. Martin's Press en 1999.
En sus memorias, Bonanno teorizó que los exiliados cubanos y la Cosa Nostra asesinaron al presidente John F. Kennedy. Afirmó que varias familias de la Cosa Nostra compartían estrechos vínculos con miembros del movimiento del exilio cubano que se remontaban a los casinos de la mafia en La Habana antes de la Revolución Cubana. Según Bonanno, tanto los cubanos como la Cosa Nostra odiaban a Kennedy lo suficiente como para matarlo. Muchos cubanos exiliados culparon a Kennedy del fracaso de la invasión de bahía de Cochinos de Cuba en 1961. La Cosa Nostra se sintió traicionada cuando el hermano de Kennedy y Fiscal General, Robert F. Kennedy, abrió un fuerte asalto legal contra la mafia, a pesar del supuesto apoyo de la mafia a Kennedy en las elecciones presidenciales de 1960. Bonanno dijo que se dio cuenta del grado de implicación de la Cosa Nostra en el asesinato cuando presenció por televisión cómo Jack Ruby, socio del mafioso de la Chicago Outfit Sam Giancana, mataba al asesino de Kennedy Lee Harvey Oswald mientras estaba bajo custodia policial. Bonanno también afirmó en el libro que había discutido el asesinato del presidente John F. Kennedy con el mafioso John Roselli y lo implicó como el principal sicario en una conspiración sobre el asesinato de John F. Kennedy. Según Bonanno, Roselli disparó a Kennedy desde una alcantarilla de la calle Elm.
George Anastasia escribió que el libro "no es un relato sobre la mafia, sino más bien un tratado sobre la desaparición de la mafia estadounidense contado desde la perspectiva de alguien... que fue testigo y lo vivió en primera persona". Según Anastasia, Bonanno "escribe con nostalgia sobre una época mejor en la que el honor y la lealtad, y no las armas y el dinero, eran las piedras angulares de la mafia. Es una descripción fascinante. Pero como muchas otras cosas en Bound by Honor, es virtualmente inverificable". Publishers Weekly dijo en su reseña que el libro es "grande en fanfarronería y corto en sustancia" y que el "único objetivo aparente del autor es exaltar el mundo de su padre". Discutiendo la alegación de que Roselli disparó desde una alcantarilla en una conspiración para asesinar a Kennedy, PW dijo: "las afirmaciones exageradas son sólo parte de un estilo ventoso con referencias a 'nuestra tradición' y 'nuestro mundo', frases que habrían tocado una fibra más resonante a mediados de los 70, cuando los libros de Mario Puzo y las películas de Francis Ford Coppola introdujeron al país en la peculiar mezcla de honor y violencia que Bonanno celebra crudamente. " Emil Franzi del Tucson Weekly escribió: "Este trozo de existencia mafiosa de alto nivel pertenece definitivamente a las estanterías de dos bibliotecas diferentes: las colecciones sobre crimen organizado y las que tratan sobre el asesinato de Kennedy. Además de su obvia relevancia histórica, es una lectura divertida cargada de referencias de Tucson.".

### Bonanno: la historia de un padrino
En 1999, Bonanno fue productor ejecutivo de Showtime en la miniserie de televisión de dos partes, Bonanno: la historia del Padrino. La producción se basó en Bound by Honor: La historia de un mafioso y en la autobiografía de su padre de 1983 Un hombre de honor.

## Muerte
Bonanno murió de un ataque al corazón la mañana del 1 de enero de 2008. Fue enterrado en el cementerio Holy Hope de Tucson.

## En la cultura popular
Bonanno fue el personaje principal del libro de no ficción de 1971 Honrarás a tu padre. En la miniserie de televisión basada en el libro, Bonanno fue interpretado por Joseph Bologna. Tony Nardi interpretó al Joseph Bonanno adulto en Bonanno: la historia del Padrino; Eric Roberts lo interpretó en la película para televisión de 1993, "Love, Honor & Obey: El último matrimonio de la mafia".